# هایلیکز
هایلیکز (به انگلیسی: Hylics) یک بازی ویدئویی نقش‌آفرینی توسعه‌یافته و منتشر شده توسط میسن لیندروث می‌باشد که در ۲ اکتبر سال ۲۰۱۵ بر روی استیم و ایتچ.آی‌او برای ویندوز منتشر گردید. این بازی برای به‌تصویر کشیدن دنیایی سورئالیست از گرافیک خمیری استفاده می‌کند. دنبالهٔ این بازی تحت نام هایلیکز ۲ در سال ۲۰۲۰ منتشر شده است.